# Chengui (köpinghuvudort i Kina, Hubei Sheng, lat 30,05, long 114,80)
Chengui är en köpinghuvudort i Kina. Den ligger i provinsen Hubei, i den centrala delen av landet, omkring 77 kilometer sydost om provinshuvudstaden Wuhan. Antalet invånare är 55 918. Befolkningen består av 26 193 kvinnor och 29 725 män. Barn under 15 år utgör 18,0 %, vuxna 15-64 år 72 %, och äldre över 65 år 8,0 %.
Runt Chengui är det tätbefolkat, med 476 invånare per kvadratkilometer. Närmaste större samhälle är Majiao, 12,5 km öster om Chengui. I omgivningarna runt Chengui växer i huvudsak blandskog.
Genomsnittlig årsnederbörd är 2 075 millimeter. Den regnigaste månaden är maj, med i genomsnitt 315 mm nederbörd, och den torraste är januari, med 48 mm nederbörd.